# Cyperus cornelii-ostenii
Cyperus cornelii-ostenii är en halvgräsart som beskrevs av Georg Kükenthal. Cyperus cornelii-ostenii ingår i släktet papyrusar, och familjen halvgräs.

## Underarter
Arten delas in i följande underarter:
- C. c. cornelii-ostenii
- C. c. pilcomayensis